# Bravo Air Congo
Ne doit pas être confondu avec Air Congo.
Pour les articles homonymes, voir BRV.

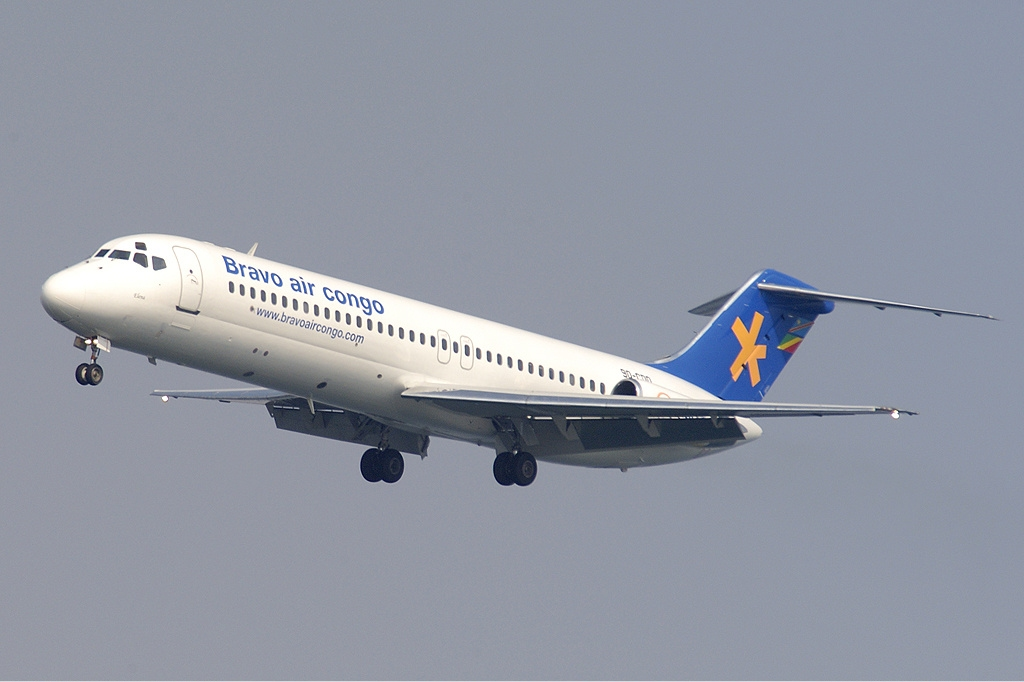
Bravo Air Congo

Bravo Air Congo (code AITA : K6, code OACI : BRV) était une compagnie aérienne de la République démocratique du Congo, appartenant au groupe espagnol Bravo Airlines. 
Bravo Air Congo reliait principalement entre elles les principales villes de la République démocratique du Congo (RDC) (ex-Zaïre). La compagnie a commencé ses opérations le 11 septembre 2006. Un accord a été signé avec le gouvernement de la RDC afin de reprendre des vols des Lignes Aériennes Congolaises (LAC). Bravo Air Congo dessert également un nombre important de destinations domestiques en RDC, ainsi que dans les mois à venir, les villes de Brazzaville et Pointe-noire au Congo-Brazzaville voisin.

## Destinations
Octobre 2007, Bravo Air Congo dessert des villes du Congo.

### Réseau domestique
- Goma
- Bukavu
- Kinshasa
- Kisangani
- Lubumbashi
- Mbuji-Mayi
- Mbandaka

### Réseau international
- Bangui
- Brazzavile
- Bruxelles
- Johannesburg
- Lagos
- Madrid
- Nairobi
- Paris (Aéroport Paris Charles de Gaulle)
- Pointe-Noire

## Flotte
En août 2006, la flotte se compose de 6 avions :
- 1 Boeing 767-200 (immatriculé : EC-JOZ)
- 1 Douglas DC-9-34 (immatriculé : 9Q-CDO)
- 1 Douglas DC-9-34 (immatriculé : 9Q-CDT)
- 1 Douglas DC-9-34 (immatriculé : 9Q-CVT)
- 2 autres sont immatriculés à brazzaville.